# Goniopteroloba biconjuncta
Goniopteroloba biconjuncta är en fjärilsart som beskrevs av Louis Beethoven Prout 1926. Goniopteroloba biconjuncta ingår i släktet Goniopteroloba och familjen mätare. Inga underarter finns listade i Catalogue of Life.